# فيل سولت
فيل سولت (بالإنجليزية: Phil Salt)‏ هو لاعب كرة قدم بريطاني في مركز الوسط، ولد في 2 مارس 1979 في هدرسفيلد في المملكة المتحدة. لعب مع أولدهام أثلتيك ونادي سكاربورو ونادي هايد إف سي.

## وصلات خارجية
- فيل سولت على موقع Soccerbase.com (لاعب) (الإنجليزية)